# Lampart afrykański
Lampart afrykański (Panthera pardus pardus) – podgatunek nominatywny lamparta plamistego, ssaka z rodziny kotowatych (Felidae), szeroko rozpowszechniony w większości Afryki Subsaharyjskiej, ale jego historyczny zasięg uległ fragmentacji w trakcie przekształcania siedlisk. Lamparty afrykańskie odnotowano także w Afryce Północnej.

## Systematyka
Felis pardus to nazwa naukowa używana przez Karola Linneusza w 10. wydaniu Systema Naturae w 1758 roku. Jego opis oparto na opisach wcześniejszych przyrodników, takich jak Conrad Gessner. Przypuszczał, że lampart występuje również w Indiach. W XVIII i XIX wieku kilku przyrodników opisało różne skóry i czaszki lampartów z Afryki, w tym:
- Felis pardus panthera zaproponowany przez Johanna Christiana Daniela von Schrebera w 1778 roku na podstawie opisów wcześniejszych przyrodników[5],
- Felis leopardus var. melanotica autorstwa Alberta Günthera w 1885 roku z Przylądka Dobrej Nadziei w Afryce Południowej,
- Felis leopardus suahelicus autorstwa Oscara Neumanna w 1900 roku z terytorium Tanganiki,
- Felis leopardus nanopardus po Oldfield Thomas w 1904 roku z włoskiego Somalilandu,
- Felis pardus ruwenzorii autorstwa Lorenzo Camerano w 1906 roku z gór Ruwenzori i Virunga[6],
- Felis pardus chui autorstwa Edmunda Hellera w 1913 roku z Ugandy,
- Felis pardus iturensis autorstwa Joela Asapha Allena w 1924 roku z Konga Belgijskiego,
- Felis pardus reichenowi autorstwa Ángela Cabrery w 1927 roku z Kamerunu,
- Panthera pardus adusta autorstwa Reginalda Innesa Pococka w 1927 roku z Wyżyny Etiopskiej,
- Panthera pardus adersi autorstwa Pococka w 1932 roku z wyspy Unguja na Zanzibarze[7],
- Panthera pardus brockmani autorstwa Pococka w 1932 roku z Somalilandu[7].

Wyniki analiz genetycznych wskazują, że wszystkie populacje lampartów afrykańskich są na ogół blisko spokrewnione i reprezentują tylko jeden podgatunek, a mianowicie P. p. pardus. Jednakże wyniki analizy wariancji molekularnej i wskaźnika fiksacji sparowanych okazów muzealnych lamparta afrykańskiego pokazują różnice w locus ND-5 obejmującym pięć głównych haplogrup, a mianowicie w Afryce Środkowo-Południowej, Afryce Południowej, Afryce Zachodniej, przybrzeżnej Afryce Zachodnio-Środkowej i Afryki Środkowo-Wschodniej. W niektórych przypadkach wskaźniki fiksacji wykazywały większe zróżnicowanie niż w przypadku lamparta arabskiego i lamparta anatolijskiego w Azji.

## Budowa
Lampart afrykański wykazuje duże zróżnicowanie koloru sierści, w zależności od lokalizacji i siedliska. Kolor sierści waha się od bladożółtego do głęboko złotego lub płowego, a czasem czarnego, grzbiet jest ozdobiony czarnymi rozetami, podczas gdy głowa, kończyny dolne i brzuch są jednolicie czarne. U lamparta afrykańskiego występuje dymorfizm płciowy; samce są większe i cięższe od samic. Samce ważą średnio 58 kg, z maksymalną masą 90 kg osiągniętą przez samca. Samice ważą około średnio 37,5 kg.
Według Alfreda Edwarda Pease’a czarne lamparty w Afryce Północnej były wielkością podobne do lwów berberyjskich. Według doniesień osobnik zabity Algierii w 1913 roku mierzył około 8 stóp przed oskórowaniem. Lamparty zamieszkujące góry Prowincji Przylądkowej wydają się mniejsze i lżejsze niż lamparty położone dalej na północ. Mówi się, że lamparty w Somalii i Etiopii są mniejsze.

## Występowanie

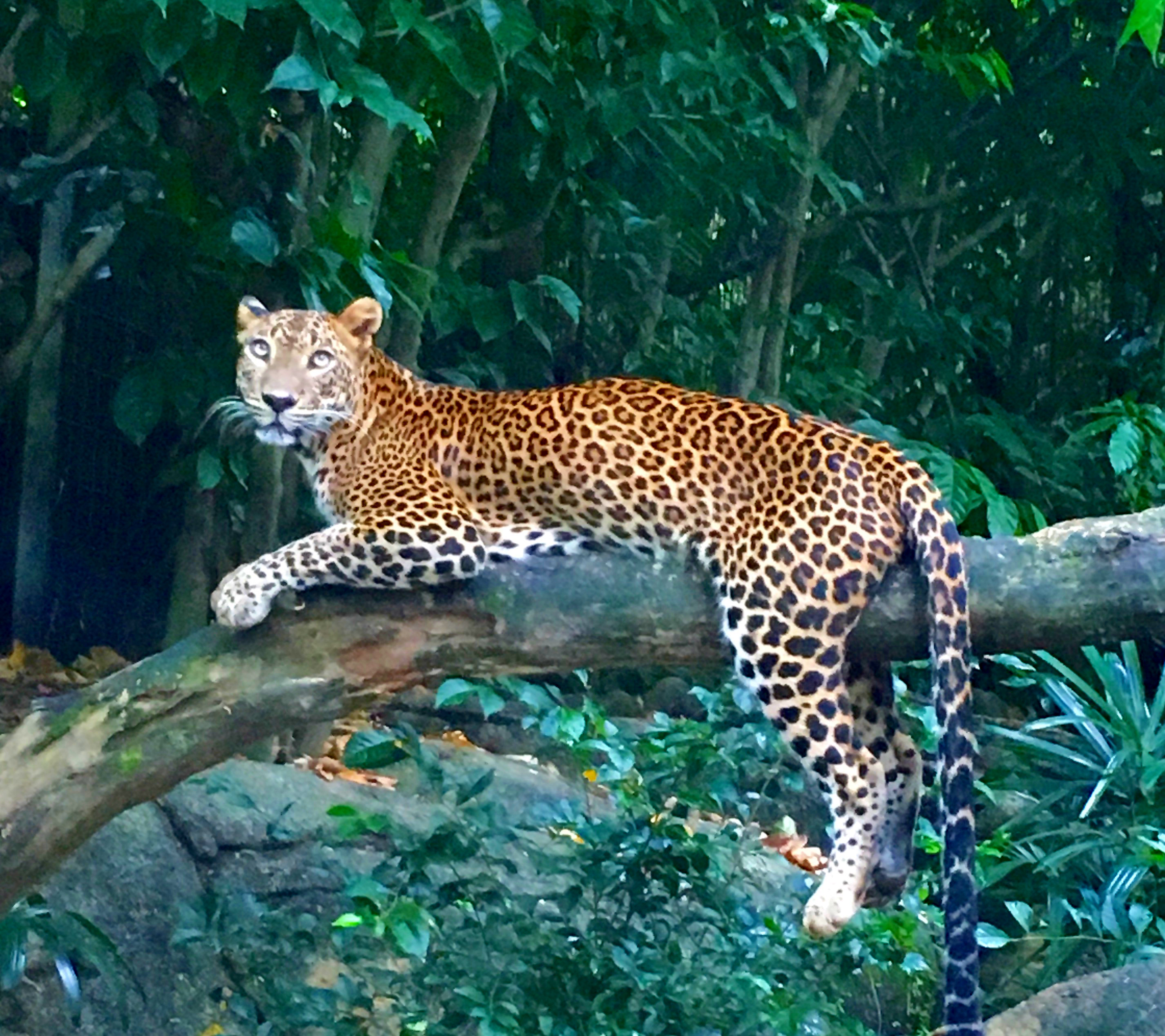
Osobnik w ogrodzie zoologicznym w Singapurze.

Lamparty afrykańskie zamieszkują różnorodne siedliska w Afryce, od lasów górskich po łąki i sawanny, z wyjątkiem jedynie wyjątkowo piaszczystych pustyń. Jest najbardziej zagrożony na obszarach półpustynnych, gdzie ograniczone zasoby często powodują konflikty z ludami koczowniczymi i ich zwierzętami hodowlanymi. Występuje w większości krajów Afryki Subsaharyjskiej, zasiedlając zarówno lasy deszczowe, jak i suche siedliska pustynne. Żyje we wszystkich siedliskach z rocznymi opadami powyżej 50 mm i może przenikać obszary o mniejszej ilości opadów wzdłuż koryt rzek. Osiada się na terenie do 5700 m, zaobserwowano na wysokich zboczach wulkanów Ruwenzori i Virunga i zaobserwowano podczas picia wody termalnej 37 °C (99 °F) w Parku Narodowym Wirunga.
Wydaje się, że lampartowi afrykańskiemu udaje się przystosować do zmienionych siedlisk przyrodniczych i zasiedlonych, o ile nie występują intensywne prześladowania. Często rejestrowano go w pobliżu dużych miast. Jednak już w latach 80. XX wieku stał się rzadkością w dużej części Afryki Zachodniej. Obecnie pozostaje niejednolicie rozmieszczony w granicach historycznych. Podczas badań w 2013 roku odnotowano go w hrabstwach Gbarpolu i Bong w lasach Górnej Gwinei w Liberii.

## Status, ochrona i zagrożenia
Lampart afrykański jest wymieniony w Załączniku I CITES. Polowanie jest zakazane w Zambii i Botswanie, a w Republice Południowej Afryki zostało zawieszone na rok 2016. Populacje lampartów występują na kilku obszarach chronionych, w tym:
- Park Narodowy Taï[22]
- Park Narodowy Etoszy[23]
- Park Narodowy Wirunga[24]
- Park Narodowy Krugera[25]

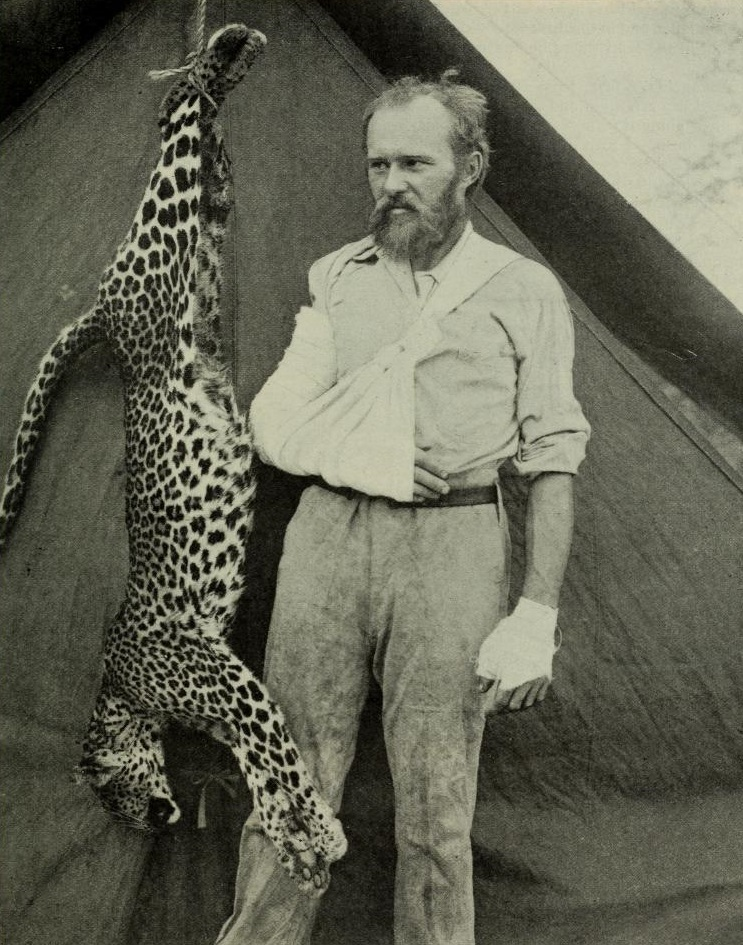
Lampart afrykański zabity gołymi rękami przez Carla Akeleya (1921).

W całej Afryce głównymi zagrożeniami dla lampartów są przekształcanie siedlisk i intensywne prześladowania, zwłaszcza w ramach odwetu za rzeczywistą i rzekomą utratę inwentarza żywego. Lasy Górnej Gwinei w Liberii są uważane za gorący punkt różnorodności biologicznej, ale zostały już podzielone na dwa bloki. Duże obszary objęte są komercyjnym pozyskiwaniem drewna i działalnością wydobywczą i są przekształcane do celów rolniczych, w tym na duże plantacje palm olejowych, w ramach koncesji uzyskanych przez spółkę zagraniczną.
Wpływ polowań na trofea na populacje jest niejasny, ale może mieć wpływ na poziomie demograficznym i populacyjnym, zwłaszcza w przypadku odstrzeliwania samic. W Tanzanii wolno polować wyłącznie na samce, ale samice stanowiły 28,6% z 77 trofeów zdobytych w latach 1995–1998. Usunięcie zbyt dużej liczby samców może wywołać kaskadę szkodliwych skutków dla populacji. Chociaż samce lampartów nie zapewniają młodym opieki rodzicielskiej, obecność reproduktora pozwala samicom wychowywać młode przy zmniejszonym ryzyku dzieciobójstwa przez inne samce. Istnieje niewiele wiarygodnych obserwacji dzieciobójstwa u lampartów, ale nowe samce wkraczające do populacji prawdopodobnie zabiją istniejące młode.
Analiza odchodów lampartów i badań fotopułapek w przyległych krajobrazach leśnych w Kotlinie Konga ujawniła duże nakładanie się nisz żywieniowych i konkurencję między lampartami a łowcami bushmeatu. Wraz ze wzrostem bliskości osiedli i towarzyszącą im presją polowań ze strony ludzi, lamparty wykorzystują mniejsze ofiary i występują przy znacznie zmniejszonej gęstości populacji. W obecności intensywnych polowań na bushmeat w pobliżu osiedli ludzkich lamparty wydają się całkowicie nieobecne. Pasterze zajmujący się transhumancją z obszaru przygranicznego Sudanu i Republiki Środkowoafrykańskiej przewożą swój inwentarz do obszaru Chinko. Towarzyszą im uzbrojeni handlarze, którzy zajmują się kłusownictwem na duże zwierzęta roślinożerne, sprzedażą bushmeatu i handlem skórami lampartów w Am Dafok. Badania przeprowadzone na tym obszarze wykazały, że populacja lampartów zmniejszyła się z 97 osobników w 2012 roku do 50 osobników w 2017 roku. Strażnicy leśni skonfiskowali duże ilości trucizny w obozach pasterzy bydła, którzy przyznali, że używali jej do zatruwania drapieżników.